# اولتراتک سمنت
اولتراتک سمنت (به انگلیسی: UltraTech Cement) شرکت مصالح ساختمانی هندی است، که به‌عنوان بزرگترین تولیدکننده سیمان در هند محسوب می‌شود. 
شرکت اولتراتک سمنت در سال ۱۹۸۳ تأسیس شد و هم‌اکنون یکی از شرکت‌های تابعه صنایع گراسیم به‌شمار می‌آید. دفتر مرکزی این شرکت در شهر بمبئی، هند قرار دارد و بخشی از سهام آن در بازار بورس اوراق بهادار بمبئی معامله می‌شود.